# کرک کرکوریان
کرک کرکوریان (انگلیسی: Kirk Kerkorian؛ ارمنی: Քըրք Քըրքորյան؛ ۶ ژوئن ۱۹۱۷ – ۱۵ ژوئن ۲۰۱۵) یک خلبان، کارآفرین، و سرمایه‌دار آمریکایی ارمنی‌تبار بود.
وی رئیس و مدیر عامل شرکت ترسیندا مستقر در محله بورلی هیلز بود.
کرکوریان به همراه معمار مارتین استرن جونیور یکی از چهره‌های مهم در شکل‌گیری لاس وگاس شناخته می‌شوند
بزرگترین هتل جهان را سه مرتبه بنا نمود: اینترنشنال هتل، ام‌جی‌ام گرند هتل و ام‌جی‌ام گرند (۱۹۹۳) در لاس وگاس
پس از زمین لرزه اسپیتاک (۱۹۸۸ میلادی) بواسطه تأسیس «بنیاد لینسی» در سال ۱۹۸۹ مبلغ بیش از یک بیلیون دلار برای بازسازی ارمنستان اهدا نمود.
در مه ۲۰۰۴ عنوان قهرمان ملی ارمنستان بالاترین جایزه دولتی از سوی رئیس‌جمهور روبرت کوچاریان به وی اعطا شد.
والدین وی از ارمنیان ساکن امپراتوری عثمانی بودند که به ایالات متحده آمریکا مهاجرت کرده بودند.

## زندگی‌نامه
«۹ سال بیشتر نداشتم که برای اولین بار پول به خانه بردم. من مجله می‌فروختم و هر شغلی گیر می‌آوردم کار می‌کردم. وقتی شما در این سن و سال به خودتان واگذار شده باشید، خیلی زود وارد زندگی می‌شوید. شما برای فعالیت توان افزونتری می‌یابید که بیشتر از هر ارث و میراثی به درد می‌آید.»— "کرک کرکوریان"

کرک کرکوریان کوچک‌ترین فرزند از میان چهار بچه بود. در خانه، ارمنی صحبت می‌کرد و در خیابان‌ها و در زمان تحصیل انگلیسی یادمی‌گرفت. پدر او مردی بی‌سواد بود که به کشاورزی و کاشت هندوانه مشغول بود ولی در سرش فکرهای بزرگ‌تری داشت. او کم‌کم هزار جریب زمین خرید و کارش را توسعه داد.
اما در جریان بحران اقتصادی سال ۱۹۲۱، بانک، تمامی آن‌ها را برای بازپرداخت وام‌هایش تصرف کرد. اینگونه بود که خانواده با وضع مالی بدی روبه‌رو شد و در حدود ۲۰ بار تغییر مکان داد. کرکوریان کوچک نیز به‌عنوان یک توزیع‌کننده هندوانه در بازارهای شهر به خانواده‌اش کمک می‌کرد. او بیشتر در خیابان‌ها بود تا مدرسه.
او به ورزش بوکس علاقه‌مند شد و تحت تعلیم برادر بزرگ‌ترش، «نیشون»، قرار گرفت. در ۲۰ سالگی، اولین مسابقه‌اش را برد و وارد سری مسابقات قهرمانی سبک‌وزن شد. او رکورد ۳۳ برد و تنها ۴ باخت را برجا گذاشت و به محبوبیت دست یافت. او یک بار با یکی از دوستانش که با او در نصب کوره‌ها همکاری می‌کرد مجبور به پرواز با هواپیمایی تک‌موتوره شدند و او در همان دفعه اول شیفته پرواز شد. اما این تفریح ارزان‌قیمتی نبود و او نمی‌توانست از عهده مخارج آن برآید. کرکوریان شنید اولین زن خلبان به نام فلورانس پانچو بارنس در آنجا حضور دارد، پس نزد او رفت و از او تقاضا کرد تا با انجام کارهای سختی همچون کار در مزرعه، دوشیدن گاوها، پارو کردن کود و… درس خلبانی بگیرد. فلورانس با این پیشنهاد موافقت کرد و در مدتی کوتاه مدرک خلبانی خود را به‌دست‌آورد.
این مدرک به او کمک کرد که وارد ارتش شود و در جریان جنگ جهانی دوم مسئول انتقال هواپیماهای کوچک بمب‌افکن از کانادا به اسکاتلند شد. او در سال ۱۹۴۵ به لس آنجلس برگشت و یک هواپیمای تک‌موتوره به مبلغ ۵ هزار دلار خرید تا با آن تدریس هوانوردی کند. پروازهای چارتر با آن هواپیما از لوس‌آنجلس به لاس وگاس بیشتر وقت او را به‌خود اختصاص داد. او «خدمات هوایی لوس‌آنجلس» را که خطوط هوایی چارتر کوچکی بود خرید و اسم آن را در سال ۱۹۴۷ به خطوط هوایی «ترنس اینترنشنال» (TIA) تغییر داد.
او کم‌کم به اولین کارآفرینی تبدیل شد که پروازهای چارتر جت انجام می‌داد و در همین دوران بود که با همسر دوم خود «جین‌ماری هاردی» آشنا شد و با الهام از اسم دو دخترش «تریسی» و «لیندا»، اسم شرکت «هولدینگ» خود را «تریسیندا» (Tracinda) گذاشت. در سال ۱۹۶۲ او TIA را به مبلغ یک میلیون دلار فروخت و بیشتر آن پول را در زمینی ۸۰ جریبی در نزدیکی لاس وگاس سرمایه‌گذاری کرد. سه سال بعد دوباره TIA را بازخرید کرد و سهام آن را عرضه کرد. با این کارها توانست از یک کارآفرین موفق به یک غول تجاری تبدیل شود. او زمینش را به مبلغ ۵ میلیون دلار فروخت و در همین زمان بود که هر سهم او از ۹/۵۷ دلار به ۳۲ دلار افزایش پیدا کرد و او توانست TIA را در سال ۱۹۶۸ به قیمت ۸۵ میلیون دلار بفروشد.
کرکوریان یک سال بعد هتل‌های بین‌المللی را در لاس وگاس باز کرد و این ایده را رواج داد که خانواده‌ها هم باید برای تفریح به آنجا بیایند و این شهر از محلی برای تفریح افراد مجرد خارج شود. او خدماتی مثل بازدید از دریاچه برای خانواده‌ها در نظر گرفت و محل‌هایی برای تفریح کودکان درست کرد. او در سال ۱۹۷۰ هتل بین‌المللی و «هتل فلامینگو» را فروخت. با قرض گرفتن ۴۲ میلیون دلار از بانک‌های اروپایی کنترل استودیو فیلم‌سازی ام‌جی‌ام گرند را در دست گرفت. او همچنین گراند هتل ام‌جی‌ام گرند را در سال ۱۹۷۳ در لاس‌وگاس افتتاح کرد و این هتل بزرگ‌ترین هتل جهان نام گرفت. او در دهه نود به معاملاتی در زمینه اتومبیل با شرکت‌های دایملر آ گ و جنرال موتورز پرداخت.
کرک کرکوریان:
«اگر اقتصادان از بیزنس سر درمی‌آوردند، به جای اینکه مشاور افراد ثروتمند باشند خودشان فرد ثروتمندی می‌شدند.»